# Kostel svatého Jana Evangelisty (Šumperk)
Kostel svatého Jana Evangelisty v Šumperku je v regionu ojedinělá moderní sakrální stavba s prvky secese z počátku 20. století. Dokládá působení Starokatolické farní obce v Šumperku od konce 19. století. Kostel byl v roce 2007 Ministerstvem kultury České republiky prohlášen kulturní památkou České republiky, včetně budovy fary a historického oplocení s altánem a dvěma branami.

## Historie
Starokatolická farní obec v Šumperku byla založena v roce 1899. Kostel byl postaven poté, co starokatolící přišli na počátku 20. století o možnost pořádat bohoslužby v kostele svaté Barbory. Areál kostela s farou se začal stavět na podzim roku 1912, základní kámen ke stavbě vlastního kostela byl položen až 25. března 1914. První bohoslužba se konala již v září téhož roku. Autorem projektu byl vídeňský architekt Clemens Kattner.
Ve druhé polovině 20. století byl kostel uzavřen a objevily se návrhy na jeho zbourání.
Činnost starokatolické farní obce v Šumperku byla obnovena koncem 20. století. V roce 1997 se započalo i s opravami chrámu i fary. Byla položena nová střecha kostela a fary, opraveny krovy, zřízena zahrada. Byly pořízeny nové elektronické varhany, oltář, svatostánek a ambon. V roce 2012 prošla opravou věž kostela. Kostel je také využíván jako alternativní smuteční síň.

## Popis

### Areál

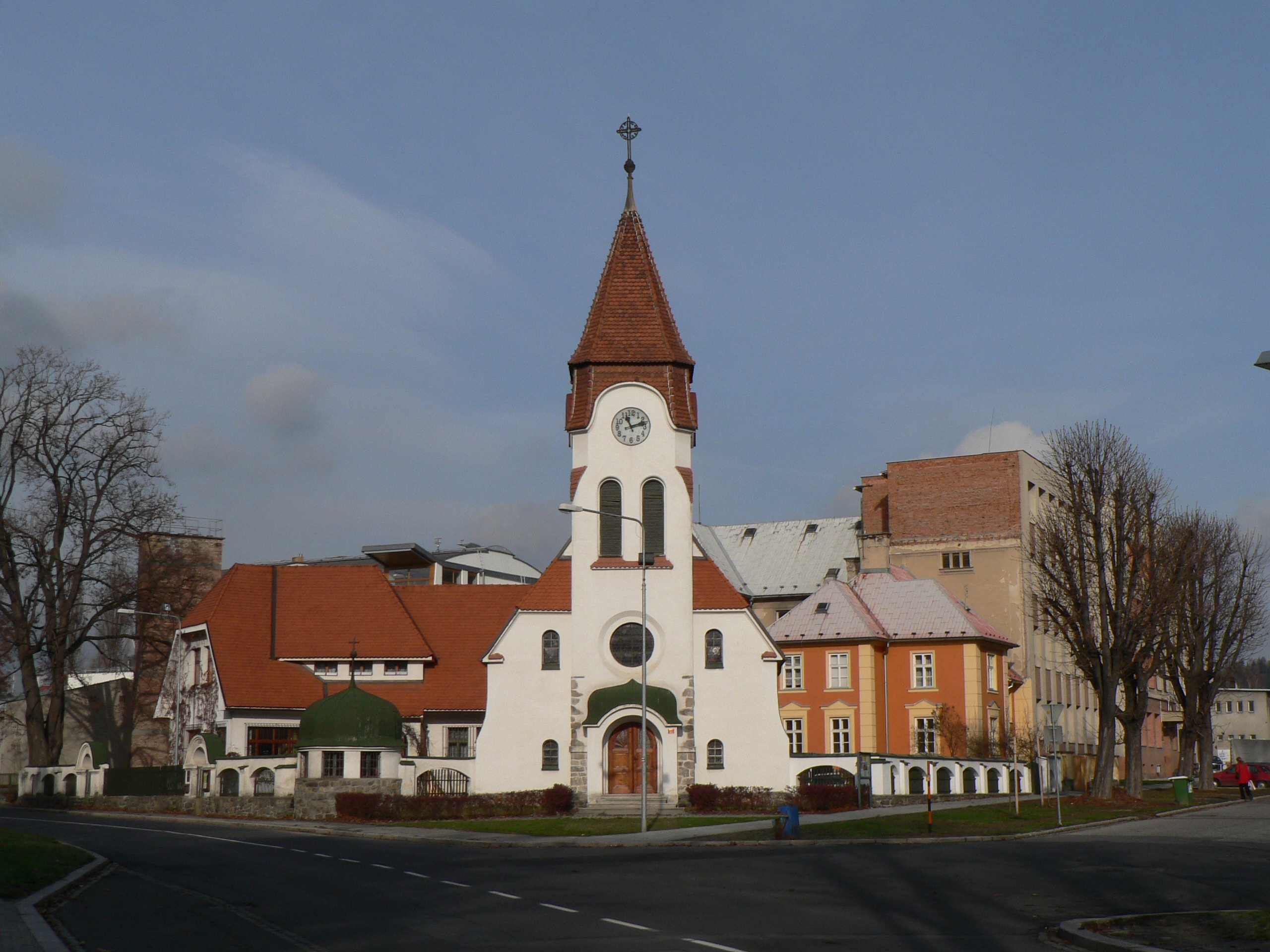
Pohled na průčelí areálu z jihu

Kostel je stavebně i funkčně propojen s budovou fary, s níž tvoří zhruba půdorys tvaru písmene L. Areál je ohrazen zdí s kamennou podezdívkou bez omítky, která je členěná vnějšími opěrnými pilířky a prolomená otvory se segmentovými záklenky, vyplněnými dřevěným laťkovým plotem. V jihozápadní části jsou dvě zděné brány. Na nároží je postaven válcový altán s helmicovou střechou. Fara je zděná přízemní budova s podkrovím, stavebně rozdělena do dvou částí. V části obdélného půdorysu navazující kolmo na severozápadní stranu kostela je umístěna kancelář. Šikmo na ni navazuje čtvercová budova obytné části. Výrazným prvkem je červená sedlová střecha prudkého sklonu s vikýři na delších stranách.

### Kostel
Kostel je zděná stavba obdélného půdorysu se sníženým pětibokým závěrem na severní straně a hranolovou věží na jižním vstupním průčelí. Celá stavba má kamenný sokl bez omítky. Střecha je sedlová, z obou stran prolomena vikýřem ve tvaru volského oka. Kryta je pálenou taškou bobrovkou. Hladké fasády s bílým nátěrem jsou členěny vysokými okny s půlkruhovými záklenky a kruhovými okny.
Hmota věže mírně předstupuje jižní průčelí, které je rozšířeno pomocí bočních zděných křídel. Vstup na jižním průčelí, k němuž vede několik kamenných stupňů, je zvýrazněn otevřeným přístavkem s plechovou stříškou. Nad stříškou je prolomeno kruhové okno. Ve zvonovém patře je dvojice protáhlých oken a nad nimi ciferníky hodin. Střecha věže v konkávním tvaru je zakončena makovicí a křížem. Z levé strany podvěží se vstupuje na kruchtu a do věže, kde jsou zavěšeny dva nedatované zvony.
Obdélní loď je valeně zaklenuta s táflováním obdélnými kazetovými plochami. Vyvýšené kněžiště je prolomeno třemi okny vyplněnými figurálními vitrážemi. Postavy sv. Jana Evangelisty, Ježíše Krista a sv. Pavla jsou rámovány geometrickými ornamenty. Nad nimi visí velký kříž s tělem Ježíše Krista. Na čelní ploše vítězného oblouku je nástěnná malba s motivem Nanebevstoupení Krista. Na jižní straně lodi stojí na dvou dřevěných hranolových pilířích celodřevěná kruchta.